# Rent: Filmed Live on Broadway
Rent: Filmed Live on Broadway è un film del 2008 prodotto dalla Sony Pictures Home Entertainment che mostra il musical completo di Rent registrato a Broadway il 7 settembre 2008 e contenente la performance finale e le celebrazioni di chiusura dello show. Il film ha avuto ua limitata distribuzione cinematografica negli Stati Uniti e in Canada tra il 24 ed il 28 settembre 2008 in più di 500 sale con riprese in alta definizione. Secondo la Sony Pictures, è stato il primo spettacolo live di Broadway ad essere distribuito nei principali cinema americani. Il film fu messo in commercio su DVD e Blu-Ray il 3 febbraio 2009. In Italia il film è uscito direttamente in DVD e Blu-Ray a novembre 2009.
Mentre Rent si avvicinava al completamento del suo corso di 12 anni a Broadway, la Sony Pictures decise di filmare l'ultima performance. Il film fu realizzato con materiale girato il 7 settembre allo show finale insieme alle riprese effettuate invece il 20 agosto dello stesso anno. Include una ripresa di "Seasons of Love" che vede coinvolti sia il cast finale che membri dei precedenti cast, inclusi alcuni del cast originale di Broadway.

## Critica
Confrontando il film con l'opera teatrale, Peter Travers di Rolling Stone ha scritto, "Niente può essere comparato con l'assistere ad uno show concepito per il teatro con una performance dal vivo. Ma le riprese di Rent, riprese dal palco da Michael Grief con Michael Warren alla telecamera, ci si avvicinano molto. È elettrizzante. Jon Kamen e i maghi di radical.media hanno utilizzato le tecniche di ripresa audio e video ad alta definizione per portare lo show alla vita. Grazie al dotato cinematografo Declan Quinn (Via da Las Vegas, Monsoon Wedding), praticamente salta fuori dallo schermo [...] Per la prima volta in assoluto, gli spettatori sparsi per il mondo che non hanno potuto vedere "Rent" e guardare i membri del cast originale unirsi a quelli sul palco per la ripresa finale di "Seasons of Love", potranno provare l'esperienza."  Sul film stesso, "Broadway World" scrisse, "il film è un modo dinamico di portare lo show agli spettatori sparsi per la nazione un'ultima volta."

## Distribuzione
Rent fu messo in commercio in DVD & Blu-Ray, in Regione 1, il 3 febbraio 2009 ed il 21 settembre 2009 in Regione 2. Entrambe le edizioni includono diversi extra dello show: "RENT: The Final Day on Broadway" mostra i giorni finali del cast e la crew oltre alla regia; "The Final Curtain Call" mostra la ripresa finale di "Seasons of Love"; "The Wall" mostra il famoso muro del backstage dove la gente ha scritto centinaia di messaggi; e "The Final Lottery" mostra la lotteria finale per i biglietti. Ci sarà anche un documentario sulla "Fondazione Nazionale Marfan".

## Cast
(In ordine di apparizione, a partire dagli otto personaggi principali)
- Will Chase: Roger Davis
- Adam Kantor: Mark Cohen
- Michael McElroy: Tom Collins
- Rodney Hicks: Benjamin "Benny" Coffin III
- Tracie Thoms: Joanne Jefferson
- Justin Johnston: Angel Dumott-Schunard
- Renée Elise Goldsberry: Mimi Marquez
- Eden Espinosa: Maureen Johnson
- Marcus Paul James: Mr. Jefferson
- Gwen Stewart: Mrs. Jefferson e solista di "Seasons of Love"
- Jay Wilkison: Gordon
- Shaun Earl: Paul
- Andrea Goss: Alexi Darling
- Telly Leung: Steve
- Tracy McDowell: Mamma di Mark

Rodney Hicks e Gwen Stewart sono i due soli membri del cast ad essere apparsi anche nella produzione originale di Broadway, con la Stewart ad essere la sola a riprendere i suoi ruoli (nonostante Hicks sia stato anche un sostituto di Benny nell'originale). Tracie Thoms, che aveva interpretato il ruolo di Joanne nella versione cinematografica, e Shaun Earl sono i soli membri del cast presenti anche nel film. Il personaggio di "Sue", un membro del gruppo "Life Support", fu rinominato "Lisa" in questa versione.